# Glena interpunctata
Glena interpunctata là một loài bướm đêm trong họ Geometridae.